# Нойдорфер, Иоганн
Иоганн Нойдорфер Старший (нем. Johann Neudörffer der Ältere; октябрь 1497, Нюрнберг — 12 ноября 1563, там же) — немецкий писатель, художник, математик и историограф эпохи Северного Возрождения, живший в Нюрнберге.
Нойдорфер был влиятельной фигурой среди литераторов своего времени. Он сыграл ключевую роль в развитии немецкого письма (Fraktur), а также в качестве автора учебников немецкого языка; оказал значительное влияние на художественное образование всего немецкоязычного региона. Уважение, которым Нойдорфер пользовался при жизни, отражено, среди прочего, в том факте, что Альбрехт Дюрер поручал ему писать тексты на своих алтарных картинах и эпитафиях с изображениями святых апостолов.

## Биография
Нойдорфер родился в семье нюрнбергского меховщика Стефана Нойдорфера, человека, который много путешествовал. Среди учителей письму и арифметики он сам называл Каспара Шмидта, тестя и душеприказчика известного скульптора Фейта Штоса, и канцелярского клерка Паулюса Фишера.
В возрасте двадцати двух лет Нойдорфер опубликовал книгу «Фундамент… наставление своим ученикам» (Fundament … seinen schülern zu einer unterweysung gemacht) в виде инструкции — первой книги с образцами письма к северу от Альп. Эта небольшая работа (сохранилось всего несколько экземпляров), состоит из четырёх листов ин-фолио вертикального формата с гравюрами на дереве, напечатанными на одной из сторон, в которой Нойдорфер вводит форму куррентного, или готического курсива (нем. Kurrent) — формы рукописного шрифта с использованием различных текстовых примеров. Посредством этой книги Нойдорфер создал основу немецкого шрифта Fraktur, который доминировал до XIX века.
В 1538 году был опубликован основной труд Нойдорфера «Хороший порядок и краткие заметки» (Gute ordnung und Kurzzettel). Содержащиеся в нём примеры взяты из преподавательской практики Нойдорфера, устроившего в своем доме школу-интернат для иностранных студентов. Книга начинается с упражнений в письме пером, которым Нойдорфер придавал большое значение. Пояснительный текст ограничен самым необходимым; практические упражнения находятся на переднем плане. Это также относится к учебнику «Zerthailungen», в котором Нойдорфер демонстрирует краткую историю письма и одновременно превращает её в практическое упражнение. Вернер Доде (Werner Doede) оценивал эту работу как «подлинно художественную педагогику, цель которой — воспитывать тех, кого нужно воспитывать, посредством обучения самообразованию». Помимо рукописи на пергаменте, послужившей образцом для воспроизведения в гравюрах на меди (ныне в Нюрнбергской городской библиотеке), сохранилось лишь несколько гравюрных оттисков, сделанных самим Нойдорфером.
В 1544 году Нойдорфер опубликовал тонкую брошюру формата «ин-кварто» (в четверть листа), озаглавленную «Инструкция и фактический отчёт о том, как следует выбирать перо, подготавливать, разделять, обрезать и закалять его для письма» (Anweisung und eigentlicher Bericht, wie man einen jeden Kiel zum Schreiben erwählen, bereiten, teilen, schneiden und temperieren), а в 1549 году — «Книгу-разговор двух учеников о том, как один учит другого тонкому письму» (Gesprächbüchlein zweier Schüler, wie einer den andern im zierlichen Schreiben unterweist). Последняя работа предназначалась для обучения сыновей, но затем была опубликована по просьбе зятя Нойдорфера, печатника Иоганна Петрюса.
Книга Нойдорфера «Известия от самых выдающихся художников и рабочих, живших в Нюрнберге за сто лет» (Nachrichten von den vornehmsten Künstlern und Werkleuten, so innerhalb hundert Jahren in Nürnberg gelebt haben), которую он написал в октябре 1547 года — якобы в течение восьми дней «в ночное время», — содержит сведения о семидесяти девяти нюрнбергских гражданах и важна не только для истории Нюрнберга, но также имеет большое значение для истории искусства. Эта работа также не предназначалась Нойдёрфером для печати и появилась только в 1822 году в работах Йозефа Хеллера по истории искусства и литературы и шестью годами позже в издании, опубликованном Фридрихом Кампе.
На последнем этапе своей жизни Нойдорфер всё чаще занимался вопросами арифметики и геометрии, основываясь на своём обучении у картографа Эрхарда Эцлауба. Однако математические труды Нойдорфера неизвестны.
Нойдорфер был дважды в браке. Первый раз с 1522 года с Магдаленой, вдовой мейстерзингера Ганса Шеллмана, умершего в 1518 году, а примерно с 1542 года с Катариной (умершей в декабре 1568 г.), вдовой ювелира Ганса Зидельмана.
Иоганн Нойдорфер скончался в возрасте шестидесяти шести лет и был похоронен на Йоханнисфридхоф (Кладбище святого Иоанна) в Нюрнберге. Из его сыновей Иоганн Нойдорфер Младший унаследовал обязанности мастера шрифта, но не достиг уровня мастерства своего отца.
Именем Нойдорфера Старшего в 2000 году названа улица в Бремене-Обернойланде: Johann-Neudörffer-Straße